# Xenija Olegowna Ryschowa
Xenija Olegowna Ryschowa, geb. Wdowina (russisch Ксения Олеговна Рыжова (Вдовина), engl. Transkription Kseniya Ryzhova (Vdovina); * 19. April 1987 in Lipezk, Russische SFSR, UdSSR), ist eine russische Sprinterin.

## Werdegang
Bei den U23-Europameisterschaften gewann sie 2007 Gold in der 4-mal-100-Meter-Staffel und 2009 Gold in der 4-mal-400-Meter-Staffel.
2010 gewann sie mit der russischen Staffel Silber bei den Hallenweltmeisterschaften in Doha über 4-mal 400 Meter, 2013 gewann sie im gleichen Wettbewerb bei den Weltmeisterschaften in Moskau Gold.

### Dopingsperre 2014
Bei den Hallenweltmeisterschaften 2014 in Sopot wurde bei einer Dopingkontrolle bei ihr Trimetazidin festgestellt – eine seit 1. Januar 2014 verbotene Substanz – und sie wurde für neun Monate gesperrt.
Bei der Team-Europameisterschaft 2015 in Tscheboksary gewann Ryschowa zusammen mit Xenija Sadorina, Aljona Mamina und Maria Michajljuk Gold mit der 4-mal-400-Meter-Staffel und mit Marina Pantelejewa, Jelisaweta Demirowa und Jekaterina Smirnowa Silber mit der 4-mal-100-Meter-Staffel.
Bei den Weltmeisterschaften 2015 in Peking belegte Ryschowa mit der russischen Staffel den vierten Platz über 4-mal 400 Meter.
Xenija Ryschowa wird trainiert von Valentin Maslakov.

## Persönliche Bestzeiten
- 60 m: 7,39 s, 21. Januar 2007, Wolgograd
- 100 m: 11,55 s, 27. Juni 2008, Tscheljabinsk
- 200 m: 22,91 s, 29. Juni 2010, Moskau
  - Halle: 23,63 s, 10. Februar 2007, Wolgograd
- 400 m: 51,41 s, 12. Juli 2010, Saransk
  - Halle: 52,19 s, 26. Februar 2010, Moskau